# Супрунов Віктор Миколайович
Віктор Миколайович Супрунов (10 серпня 1947, село Новопіль, тепер Житомирського району Житомирської області) — український та радянський партійний, комсомольський і фінансовий діяч, секретар Житомирського обласного комітету КПУ. Кандидат історичних наук.

## Життєпис
Народився в родині Миколи Костянтиновича (голови Новопільської сільської ради Черняхівського району Житомирської області) та Уляни Кіндратівни (домогосподарка) Супрунових.
У 1969 році закінчив Львівський державний університет імені Івана Франка.
З 1969 до 1971 року служив у Радянській армії.
Член КПРС.
У 1971—1979 роках — лектор, заступник завідувача відділу, секретар, 2-й секретар Житомирського обласного комітету ЛКСМУ.
У 1975 році закінчив Вищу партійну школу при ЦК КП України в Києві.
У 1979—1982 роках — аспірант Вищої комсомольської школи при ЦК ВЛКСМ у Москві.
З 1982 року — інструктор, завідувач відділу науки та навчальних закладів Житомирського обласного комітету КПУ.
До травня 1990 року — заступник завідувача ідеологічного відділу Житомирського обласного комітету КПУ.
26 травня 1990 — 1991 року — секретар Житомирського обласного комітету КПУ з питань ідеології.
У 1991—1993 роках — директор Житомирського обласного центру професійної орієнтації населення.
З 1993 року — в банківській сфері. У 1993—1995 роках — директор Житомирської філії Українського банку «Відродження». У 1995—1998 роках — директор Житомирської філії комерційного банку «Приватбанк». З 1998 року — директор Житомирської дирекції акціонерного комерційного банку (АКБ) «Укрсоцбанк».
У 1999 році закінчив Міжрегіональну академію управління персоналом (МАУП), магістр банківської справи.
Потім — керуючий Київської обласної філії Укрсоцбанку.
Автор понад 30 наукових праць.

## Родина
Дружина — Зоя Кузьмівна (викладач математики). Дві дочки: Оксана та Олена.

## Нагороди
- медаль «За трудову доблесть»
- медалі